# 1977 au Maroc
Chronologie du Maroc
- 1973
- 1974
- 1975
- 1976
- 1977
- 1978
- 1979
- 1980
- 1981

Cet article présente les faits marquants de l'année 1977 au Maroc ou relatifs au Maroc.

## Événements
- L'attaque de Boukraa a eu lieu le 31 mai 1977 pendant la guerre du Sahara occidental. Le Front Polisario attaque la ville de Boukraa, cité phosphatière du Sahara occidental au statut disputé. L'opération est un succès. Les ouvriers et techniciens espagnols travaillant dans la mine sont évacués du territoire, et des installations de la bande transporteuse acheminant le phosphate des mines jusqu'au port de la ville de Laâyoune, ont été détruits.
- 2 et 21 juin : élections législatives marocaines[1].
- Le combat de Deglebat-Leglia a lieu le 31 août 1977, dans la région d'Aousserd, au Sahara occidental. L'accrochage est considéré comme l'un des plus meurtriers enregistrés depuis le début des hostilités[2].

## Sports
- La  Coupe du Maroc de football 1976-1977, Coupe du Trône, est la vingt-unième édition de la compétition.
- La Coupe du Maroc de football 1977-1978, Coupe du Trône, est la vingt-deuxième édition de la compétition.
- La Saison 1976-1977 des FAR de Rabat est la dix-neuvième de l'histoire du club. Cette saison débute alors que les militaires avaient terminé onzième en championnat lors de la saison dernière. Le club est par ailleurs engagé en coupe du Trône.
- La Saison 1976-1977 du Wydad Athletic Club est la 38e saison footballistique de l'histoire du club. Cette saison débute alors que les rouges avaient terminé premiers en championnat lors de la saison précédente. Le club est par ailleurs engagé en coupe du Trône et participe à l'International Coupe Mohammed-V.